# Pedro Madruga

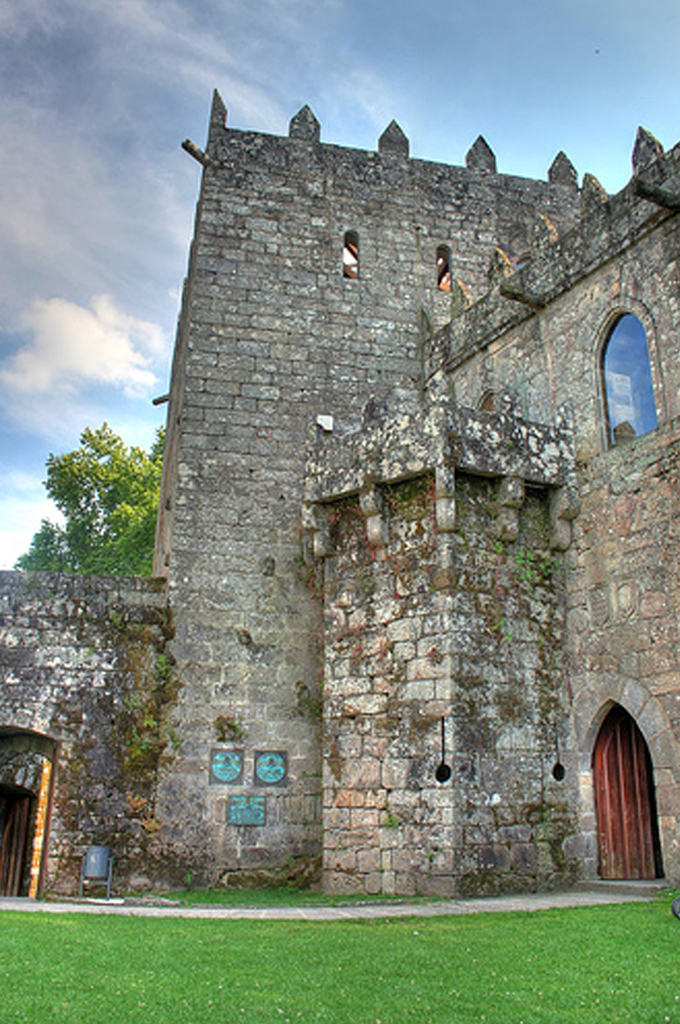
Castelo de Soutomaior, Residência da família nobre dos Soutomaior

Pedro Álvarez de Soutomaior, conhecido como Pedro Madruga (¿? - Alba de Tormes, 1486), foi uma das figuras mais notáveis do medievo galego, protótipo de cavaleiro feudal.
Foi um homem belicoso que, de origem bastarda e contra todos os prognósticos, alçou-se ao mais alto escalão da linhagem dos Soutomaior. Temido e admirado, os ecos dos seus feitos promoveram dezenas de estudos sobre a sua figura e o seu tempo. Foi um acérrimo inimigo de Alonso II de Fonseca e defensor dos direitos sucessórios de Joana, a Beltraneja, ao trono do reino de Castela.

## A figura de Pedro Madruga

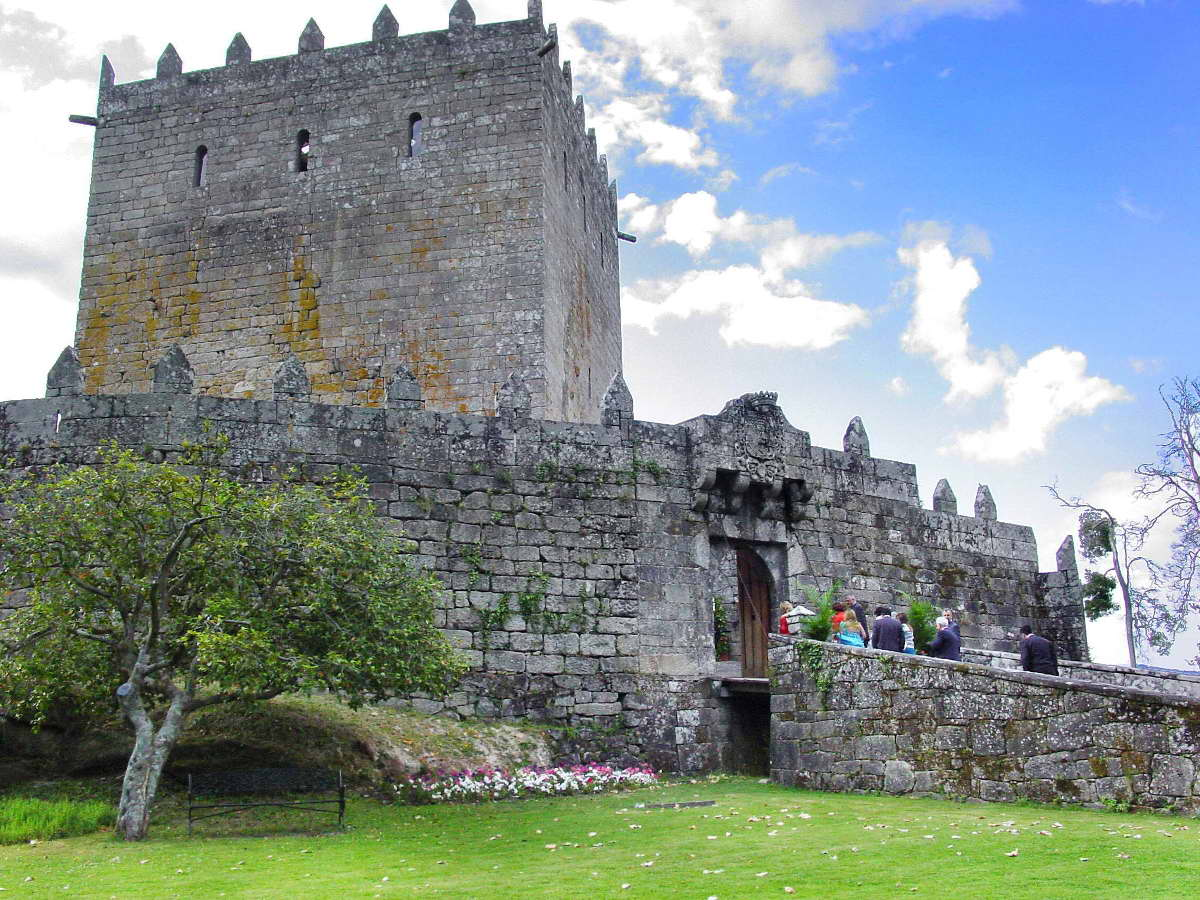
Castelo de Soutomaior, residência da família nobre dos Soutomaior.

Dom Pedro Álvarez de Soutomaior foi uma das figuras mais controvertidas da Galiza feudal. Muito se tem escrito sobre os seus modos e ações, e sua figura suscita igualmente raiva e louvor. Vasco de Aponte, cronista galego de começos do século XVI, narra os acontecimentos desse período tão convulsionado:
"[Pedro] era mui mañoso, y sutil, y mui sabio, y mui sentido en cosas de guerra, era mui franco, y trataba bien a los suyos, y era muy cruel con sus enemigos, comía mucho de lo ageno, era uno de los grandes sufridores de trabajos que habia en España toda, ni por que lluviese, ni nevase, ni elase, ni porque hiçiese todas las tempestades del mundo, no dejaria de haçer sus echos, ni daría un cornado por dormir fuera en invierno ni en casa cubierta. Donde no hallase ropa, sabía dormir ençima de una tabla".
Era filho bastardo, de Fernán Yáñez de Sotomaior com uma familiar da condessa de Ribadavia, provavelmente uma irmã ou uma prima. Sendo filho ilegítimo, o pai procurou proporcionar-lhe um futuro tranquilo na carreira eclesiástica, fazendo de Esteban de Soutelo professor de seu filho. Até mesmo Henrique IV de Castela citou o seu nome para ocupar a Mitra Compostelana, então em mãos dos Fonseca, família que não mantinha boas relações com a Coroa. De fato, o citado monarca considerava os Soutomaior necessários para frear o arcebispo de Santiago.
Após o falecimento de Fernán Yáñez, sucedeu-o no morgado o seu legítimo primogênito, Alvar Páez de Soutomaior, casado com Dona Maria de Ulloa. O seu mandato não esteve isento de confrontações com os Sarmiento, inimigos acérrimos dos Soutomaior. Os interesses de ambas as casas chocavam frontalmente pelo controlo do Sul da atual província de Pontevedra. Mas o matrimônio não teve filhos, e Alvar Páez legitimou o seu meio-irmão, Pedro, em 1468, herdando este contra os desejos de seu pai, que se negava a que um bastardo ocupasse o mais alto escalão familiar.

## OsIrmandinhos

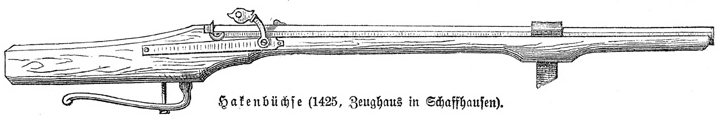
Os soldados de Pedro Álvarez usavam modernos arcabuzes na segunda guerra irmandinha. O da imagem é de 1425.

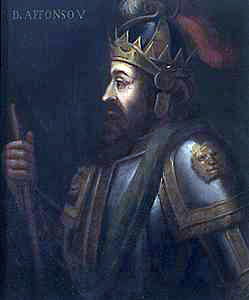
Afonso V de Portugal ajudou Pedro Madruga.

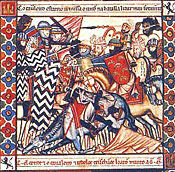
Cena de batalha medieval.

Neste mesmo ano a figura de Pedro Madruga entraria no panorama político e militar da Galiza, justo quando a Segunda Guerra Irmandinha (1467-1469) eclodia e varria do panorama o poder da nobreza. Farto das injustiças e desmandos da classe dirigente, o Terceiro Estado (apoiado por fidalgos e membros do baixo clero) ergueu-se em armas contra seus senhores. E durante dois anos ficaram com o poder efetivo do território demolindo quanta fortaleza aparecia ao seu passo. Não se analisam aqui as causas do alçamento irmandinho, como também não as diferentes fases do conflito bélico. Interessa mais a contra-ofensiva da nobreza e seus efeitos, onde a figura a estudar teve um papel decisório.
Ao começo da revolta Irmandinha, Alvar Páez encontrava-se na vila de Tui, onde sua linhagem tinha postos grandes interesses no seu controlo. Ali provavelmente foi o palco do seu reconhecimento como morgado dos Soutomaior. Assediado pela irmandade, Pedro foge para Portugal, onde bons valedores o aguardavam, e nessa mesma vila morrerá seu irmão. Neste período contrai núpcias com Teresa de Távora, filha do cavaleiro Álvaro Pérez de Távora, fidalgo português de certa importância.
Rematada a instabilidade da nobreza entre os nobres partidários do monarca e a liga desafeta a este, a nobreza galega começou a manter contatos visando coordenar uma ofensiva sobre a Galiza e recuperar o poder ; nascia assim uma confederação da nobreza onde se inscreveram aqueles que até o momento estiveram ensarilhados em guerras privadas, acérrimos inimigos. Chegados a um acordo, decidiu-se atacar com três exércitos que penetrariam no território galego por três frentes:
- Pedro Madruga, graças à colaboração do rei português Afonso V e do seu sogro, reunira um exército misto de galegos e portugueses e entrou pelo Sul da Galiza desejando reunir-se em Compostela com o arcebispo Fonseca e Juan de Pimentel (irmão do conde de Benavente).
- De Salamanca partiu o arcebispo Fonseca, à cabeça de um segundo exército acompanhado do citado Pimentel e outros cavaleiros da cidade castelã.
- O terceiro contingente parte de Ponferrada, comandado pelo conde de Lemos (D. Pedro Álvarez Osorio) acompanhado pelo marechal Pero Pardo de Cela, com o objetivo de chegar até Monforte.

Mas o protagonismo absoluto recaiu no de Soutomaior, cuja iniciativa e ferocidade em combater os irmandinhos foram destacáveis. O primeiro obstáculo a sortear tomou o nome da Framela ou Famela, castro situado no concelho de Cotobade e do que previsivelmente se valeriam os irmandinhos para acometer o Soutomaior. Vasco de Aponte que relata o acontecido:
"Salio Pedro Alvarez de Portugal con muchos de sus vasallos (…) y con esos y sus amigos juntó çien lanças y dos mil peones poco más o menos (…) los de la comunidad y del obispado de Tuy y Orense y del arçobispo de Santiago (…) se le atravesaron  delante en el camino (por lo menos serían quatro mil o çinco mil villanos) (…), como buen cavallero esforço los suyos y acometió a los otros de tal manera que los vençió (…). Esta fue la da Famela o da Framela."
O seguinte confronto foi Pontevedra, que apresentou batalha a Pedro Madruga comandada por Lope Pérez Mariño, da linhagem dos Lobeira. Desta ocasião sorteou-se o obstáculo menos expeditivamente. Provavelmente em inferioridade numérica e canso depois do encontro anterior, Pedro Madruga botou mão do engenho e com uma simples treta burlou a ferocidade do adversário que se amparou atrás dos muros da cidade:
"… puso su gente en ordenança, delante de la qual para escudarse puso lanças largas y ballesteros, y en pos de ellos los cavalleros pegados a ellos, y yendo más adelante, y él acerca dellos."
Assim passaram junto aos muros na baixa-mar, seguindo sem oposição até a cidade arcebispal. Fonseca e João de Pimentel mantinham a cidade sob assédio quando dom Pedro Álvarez de Soutomaior parou na cidade arcebispal. Ante eles apresentava batalha Pedro Osorio com um exército de mais de 10 000 homens  entre fidalgos e vilãos. Ante a indecisão do Fonseca e do Pimentel, Pedro Madruga recrimina-lhes sua atitude e arremeteu contra o exército inimigo ganhando o decisivo lance. Os autores situam este triunfo num lugar chamado Balmacige (ou a Álmaciga, como aponta algum autor), lugar perto de Santiago. A descrição que faz deste episódio Aponte põe em relevo a ousadia e descaro do de Soutomaior, que faz alarde da fama que o precederá ao longo da sua convulsa vida:
"Aqui somos entre gallegos, portugueses y castellanos treçientas lanças; arremetamos a Don Pedro, que si le desbaratamos, todos los otros fugiran. Y dicho esto se armó de presto com unas armas mal bruñidas, y vestido de ropas bajas porque no le conoçiesen, salió al campo dando voçes: A Don Pedro, a Don Pedro; y todos juntos los suyos arremetieron a los contrarios tan reçiamente que no los osaron esperar en el campo. Y fugiendo Don Pedro todos fugieron, de manera que quantos pudieron ser alcançados quedaron unos muertos, otros feridos o presos;…"
Após esta façanha, o exército da irmandade tinha os dias contados. A partir daqui ajudaria os seus aliados a recuperar seus domínios.

## A morte da Condessa de Santa Marta

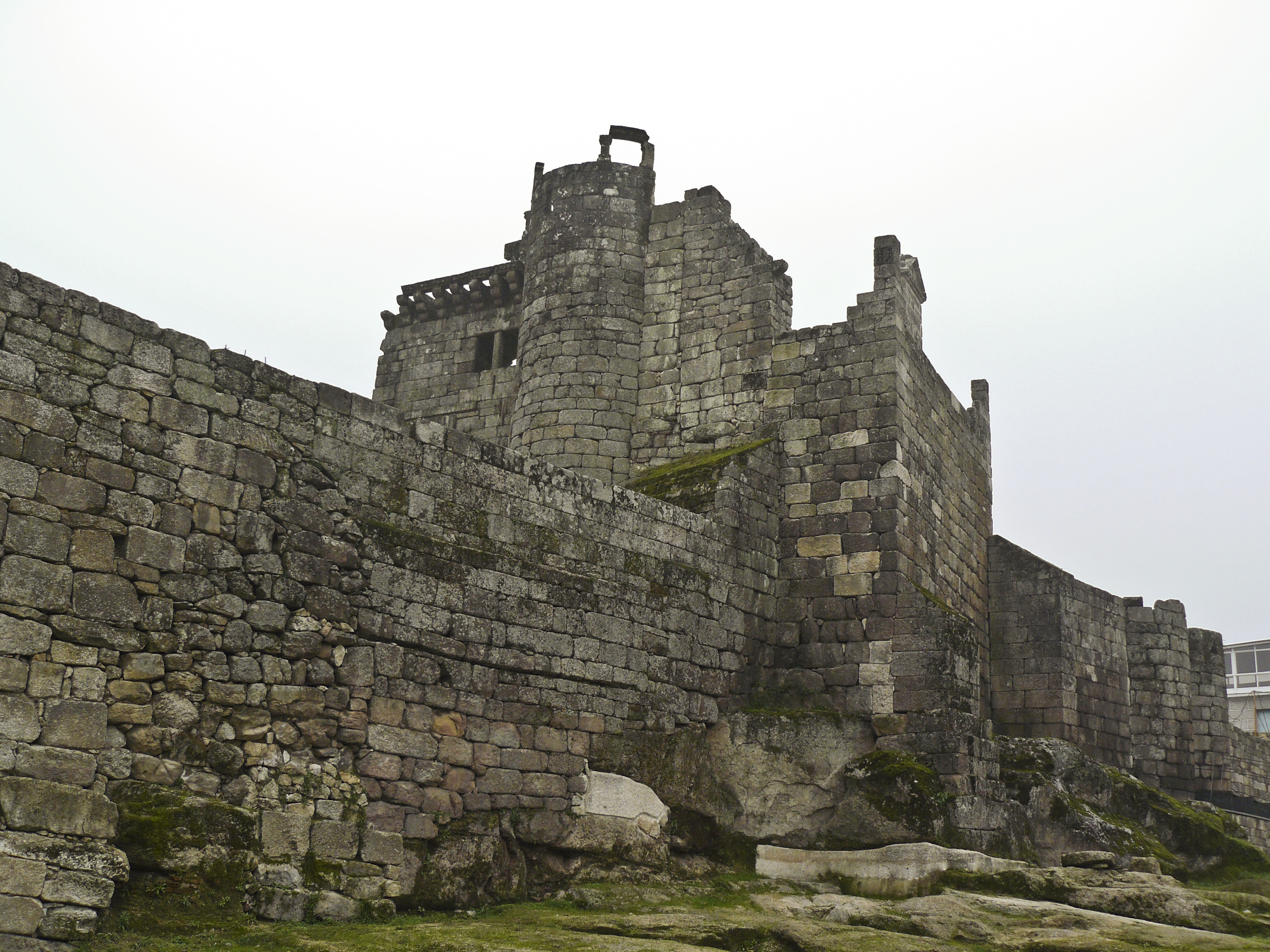
Castelo de Ribadavia, pertencente à família Sarmiento.

Teresa de Zúñiga possuía o senhorio das terras de Ribadavia após enviuvar de dom Diego Pérez Sarmiento, falecido em 1465. Quando a revolta irmandinha se alçou na Galiza, a nobre Teresa adotou uma estratégia de achegamento aos Irmandinhos visando libertar-se da pressão da que era objeto por parte de alguns senhores que pretendiam apoderar-se dos seus senhorios: Sancho de Ulloa, Diego de Andrade e Pero Pardo de Cela. Mas não conseguiu o que desejava, e atraiçoando os dois primeiros, capturou-os em Melide e exilou-se com os prisioneiros em Mucientes (Valladolid), onde possuía senhorio.
Em 1470, derrotados os irmandinhos pela reação da nobreza e acaudilhados por Pedro Madruga, Teresa de Zúñiga decidiu libertar os cativos e voltar para a Galiza desejando tomar posse do senhorio de Ribadavia no nome de seu filho, Bernardino Sarmiento, em minoria de idade. Segundo nos relata Vasco de Aponte, Zúñiga não era uma excelente diplomática, e foi sua atitude pretensiosa e com pouco tato a que a levou à tumba; pois seus vassalos, após dois anos livres das pressões e injustiças senhoriais, não permitiram este comportamento que lembrava anos pretéritos, e mataram-na: "(…) su tia, se avenia mal com los suyos por sinraçones que les haçia… ". É provável que tal senhora fosse lanceada e arrastada pela praça da vila junto com o seu meirinho Pedro Ojea.
Depois deste episódio entrou em cena Pedro Madruga. O Soutomaior já fora advertido pela condessa da sua chegada a Ribadavia; num primeiro momento, seu sobrinho, Sancho de Ulloa, comprometera sua palavra de que lhe ajudaria a recuperar suas terras uma vez que a condessa o libertasse, contudo, chegados à Galiza, pareceu esquecer a promessa. Assim recorreu ao outro sobrinho, Pedro Madruga. A repressão que levou a cabo o Soutomaior foi muito dura e cruenta:
"… hiço matar a unos, y a otros cortar pies, y a otros prender. Y prendió al abad de San Croyo y trájolo por la villa de Rivadavia ençima de un asno y con una resta de ajos al pescueço."

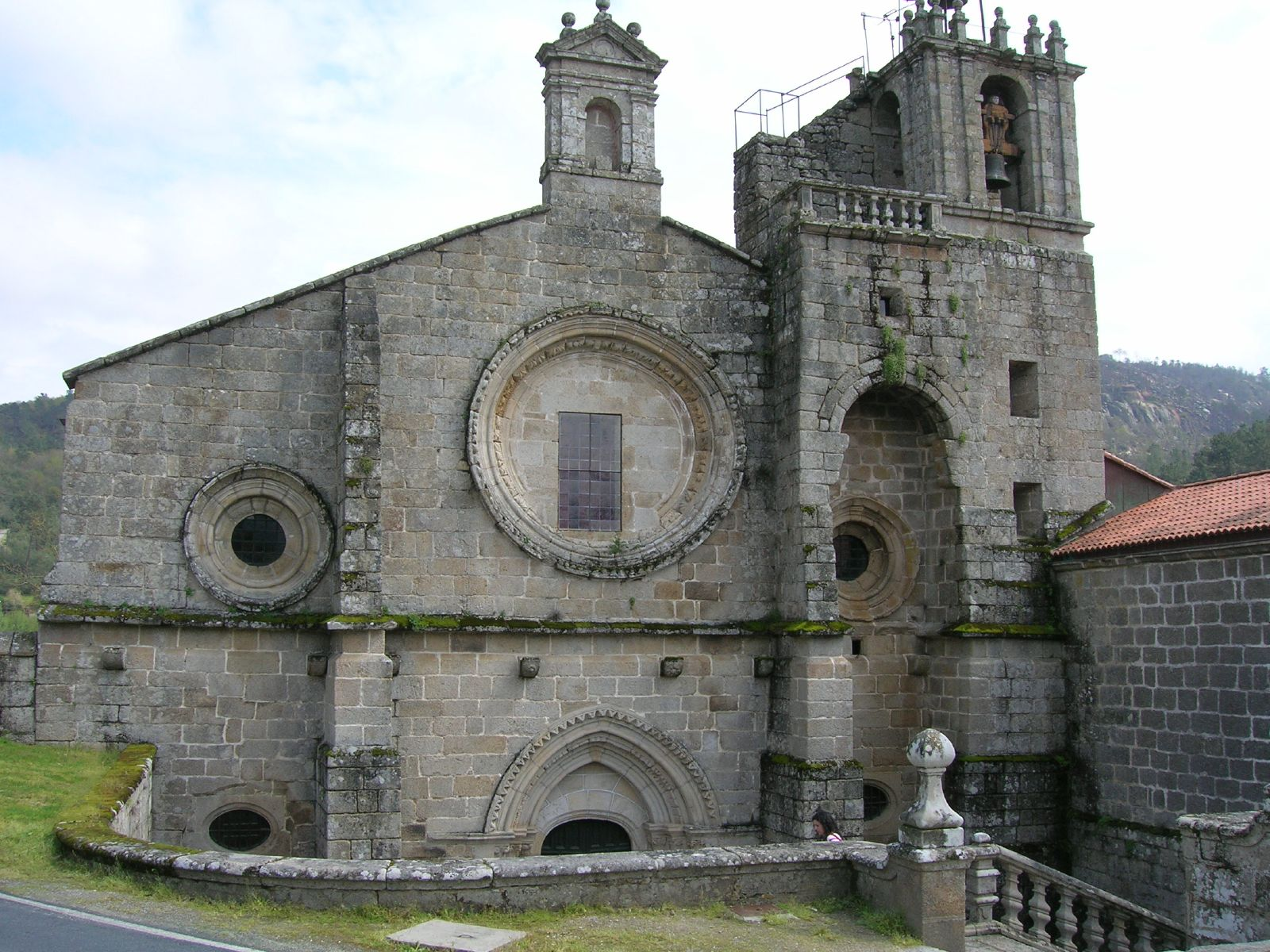
Igreja do Mosteiro de San Clodio ao que pertencia o abade objeto da ação de Madruga.

O Madruga era célebre pelos métodos expeditivos aos que costumava . É destacável sublinhar neste ponto a humilhação à que é submetido o abade do Mosteiro de San Clodio do Ribeiro; algum autor indica que talvez o caudilho feudal mantivesse algum tipo de contencioso com o abade, ou talvez este fosse uma sorte de instigador do assassinato da condessa.
Após o castigo infringido contra o campesinato e o citado abade, Pedro Madruga levou a cabo uma ação mais no castelo de Ribadavia. É provável que junto a ele permanesse na fortaleza o senhor de Sobroso, Diego Sarmiento de Soutomaior, em qualidade de familiar da falecida. As relações entre ambos senhores feudais não eram boas, e as suas disputas pelo controlo do Sul da Galiza eram contínuas.
Um emissário do arcebispo compostelano Fonseca chegou ao castelo portando uma missiva de seu senhor para Diego Sarmiento, encontrou-se com Madruga e este, inquirido pelo emissário se ele era Dom Diego, respostou afirmativamente. Na mensagem em questão o arcebispo instava Diego Sarmiento e os seus a que se aviessem ao seu bando e matassem Pedro Madruga. Sem mais dilações, Pedro Madruga tomou a iniciativa e cortou a cabeça ao Sarmiento. Também tentou pegar e degolar os principais seguidores do nobre, mas estes conseguiram fugir . Deste episódio fala um notário de Pontevedra interrogado durante o pleito Tabera - Fonseca:
"…oyo dezir a muchas personas que dicho Pedralvarez tenia enemistad con el dicho señor patriarca por causa quel dicho señor patriarca fuera en consentimiento e acuerdo con el conde de Ribadabia e con Diego Sarmiento en que degollasen e matasen al dicho Pedro Alvarez y que estando en la villa de Ribadavia juntos (…) enviara el dicho señor patriarca a un onbre con çiertas cartas a Ribadavia para el dicho Diego Sarmiento e que llegando el dicho onbre (…) encontrara con el dicho Pedro Alvarez e le pescusara por Diego Sarmiento e quel dicho Pedro Alvarez le dixera: Yo soy, e quel dicho onbre le diera las dichas cartas (…) e por el aviso dellas el dicho Peralvarez matara al dicho Diego Sarmiento e quedara dende alli enmigo del patriarca…"
Há autores que defendem que esta brutal reação do senhor de Soutomaior se insere diretamente sob o tecido político e de interesses da nobreza galega. Por uma banda eliminava um rival direto pelo controlo do Sul da Galiza, a inimizade Soutomaior-Sarmiento é conhecida; mesmo tentou pegar no castelo tanto os cavaleiros afetos a dom Diego Sarmiento de Soutomaior como o arcebispo Fonseca. Por outra banda, estabelecia a ruptura oficial do pacto senhorial imperante na Galiza para lhes fazer frente aos irmandinhos. Pedro Madruga erigira-se como o anti Fonseca mais pertinaz, líder indiscutível da bandeiria (onde podemos destacar os Moscoso) que se formará na contra da sé compostelana.
Outro benefício para Dom Pedro foi o extremo da retaliação contra os lavradores levantadiços. A hipótese que algum autor baralha estriba no achegado da revolta irmandinha, como querendo retaliar também pelo acontecido ou sublevando os ânimos para uma possível resposta campesina.

## A Liga Anti-Fonseca

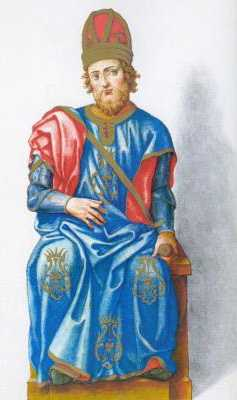
O rei Henrique IV de Castela.

O episódio de Ribadavia foi talvez a gota d'água que as tradicionais querelas e confrontos, entre as diferentes facções de poder na Galiza medieval, foram enchendo ao longo dos séculos. As intenções dos Moscoso e os Soutomaior pelo controlo de territórios e vilas, prebendas e rendas do arcebispado compostelano eram já conhecidas. As diferenças semelhavam irreconciliáveis e a única via aberta era o confronto armado.
Alonso de Fonseca I, bispo de Sevilha, acudiu a pacificar a terra santiaguesa no lugar de seu sobrinho Alonso II de Fonseca, enquanto este último ocupava a cadeira de seu tio. A intenção era que o tio, de um forte caráter, se impus, esserestituindo o tradicional poder dos arcebispos. A inexperiência do seu jovem sobrinho propiciaria a perda de poder efetivo que cairia nas mãos dos cavaleiros da terra de Santiago. Uma vez conquistado este ponto, ainda teve de discutir com o sobrinho, que acomodado à prazenteira vida andaluza não queria regressar a Galiza.
A situação política em Castela era complicada, era muita a nobreza que não gostava do monarca Henrique IV; inclinavam-se para seu meio-irmão Alfonso, desejosos de ver prevalecer seus interesses. Os Fonseca defendiam claramente a opção afonsina. O rei castelhano ordenou-lhe ao jovem esquivo que ocupasse sem demora a mitra arcebispal, e finalmente o jovem Fonseca cumpriu a demanda e voltou à Galiza.
Mas seu começo não foi muito agradável, devido ao recorte das competências no cargo de Pertegueiro Maior de Santiago e à criação de um prefeito maior na figura do licenciado Rodrigo Maldonado, desgostaram Bernal Yañez de Moscoso, então pertegueiro, abriram-se novamente as hostilidades e os Moscoso lançaram-se em violentas cavalgadas pelas terras de Santiago. Em Noia capturaram o mesmo Fonseca, que esteve retido pelo período de dois anos (nos que esteve metido numa gaiola na chaminé do castelo de Vimianzo durante uma temporada). Ante a impossibilidade de pagar o resgate exigido por Bernal Yañez, a família de Fonseca teve de acolher-se à catedral ante o avanço dos Moscoso, que os sitiaram. Neste sítio encontraria a morte a cabeça dos Moscoso de um certeiro dardo que foi parar ao seu pescoço.
É provável que esta manobra, excetuando a morte do senhor de Altamira, pudesse estar bem calculada por Henrique IV. Enquanto ordenava que Fonseca II tomara as rédeas de sua sé, enviava cartas secretas mediante Fernão Sardinha ao conde de Lemos e ao senhor de Moscoso. Enquanto isso, o conde de Lemos, Pedro Álvarez Osorio, não levava em conta  desta, o senhor de Moscoso tomara partido ajudado por Álvaro Páez.
"Diredes a Bernaldiánez, mi vasallo, que si servicio e placer me ha de hacer, luego se conforme e confedere con Álvaro de Sotomayor, post poniendo toda qüestion e debate que entre ellos sea, e ansí confederados se apoderen de la ciudad e villas de todo el arzobispado de Santiago y lo entreguen a Pedro Álvarez de Sotomayor, e le ayuden con sus gentes a cobrar la posesion e fortalezas dél, porque mi voluntad determinada es que él sea arzobispo de Santiago, e que ansí lo fagan non embargante cualesquier mercedes que yo haya dado(…) Diredes al dicho Bernaldianez que en ninguna manera, si placer me desea facer, deje de tener a gran recaudo e non suelte al arzovispo que fue de Santiago, que ten preso, aunque sobre ello le muestre qualesquier mis cartas escritas de mi mano o en otra manera, fasta que yo le envie la señal que con vos le envio, o le enregue el dicho arzobispo a Álvaro de Sotomayor. (…), e les prometo las mercedes que vos, el dicho Fernán Sardiña, de su parte me haveis suplicado, e que de lo contrario havria gran enoxo e procedria contra ellos…"

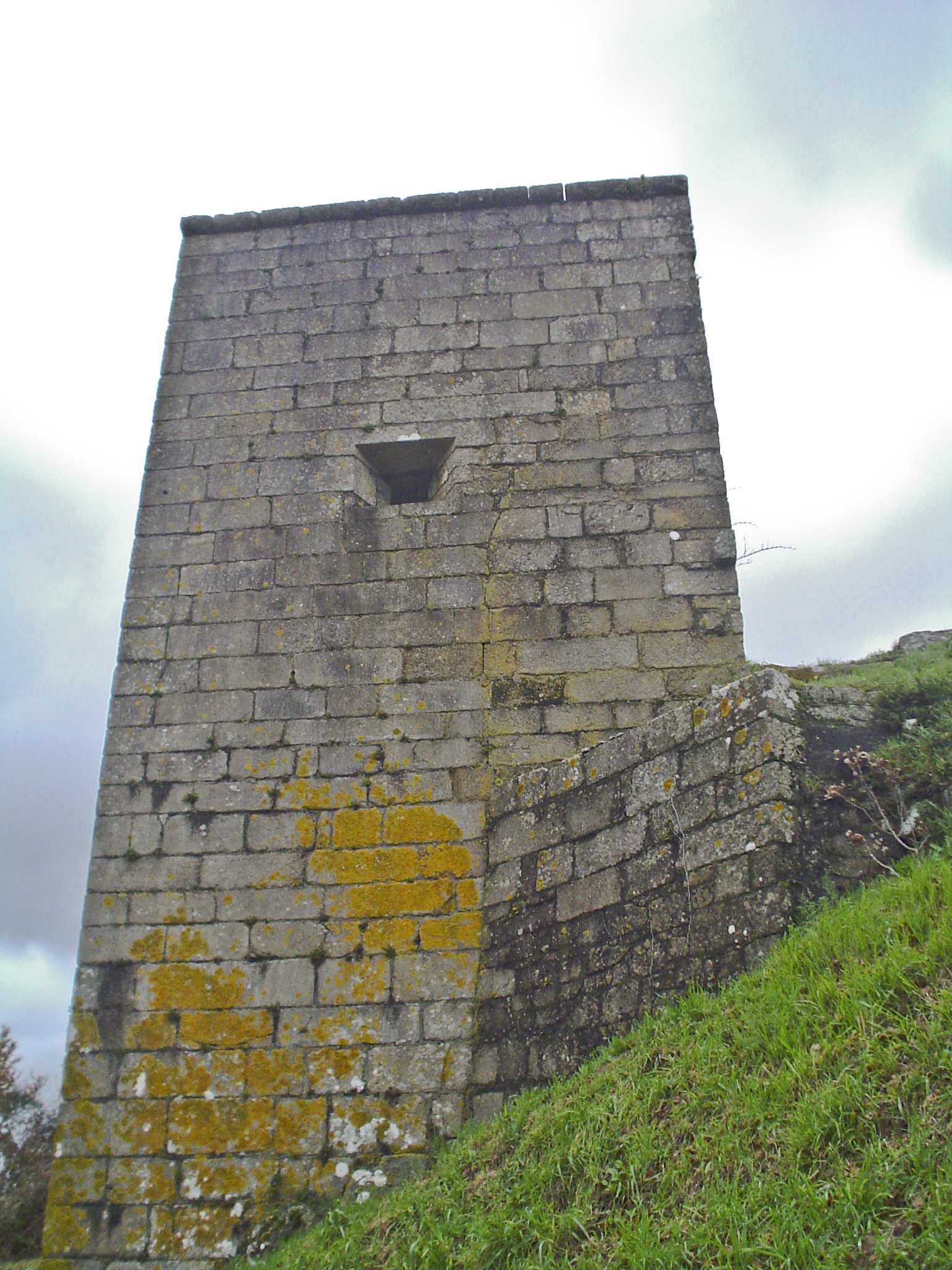
Uma das torres da Fortaleza de Altamira propriedade dos Moscoso.

A prova proposta semelha contundente: em Dezembro de 1466 firmariam uma paz vantajosa para os Moscoso. Pela contra, Fonseca deveria exilar-se da Galiza por dez anos. A revolta irmandinha constituiria o exílio forçoso de todos eles.
Com a terra já pacificada e em mãos dos seus antigos donos, as clássicas disputas senhoriais começaram a fender a confederação que os mantinha sob um mesmo pendão na contra do inimigo comum. Fonseca rompeu o pacto chegando a um acordo com a Irmandade, ficou com Santiago (com as suas terras e fortalezas) e começou a demandar aos nobres a devolução dos territórios que assenhoreavam e pertenciam à Mitra, sobretudo a Lope Sánchez de Moscoso e a Fernán Pérez de Andrade. Os cavaleiros galegos, à sua vez, formaram uma liga na contra do arcebispo. Este tomou a iniciativa e foi cercar a fortaleza de Altamira. Os cavaleiros reuniram forças no "Castro de Auga Pesada" e, ante a tardança de Pedro Álvarez de Soutomaior, visavam iniciar marcha ante a oposição de Gómez Pérez das Marinhas, que conseguiu convencê-los para que o aguardassem: era mas viejo y muy sabio de las guerras; todos consentían con él.
Pedro Madruga fez aparição ao dia seguinte e prestos apresentaram batalha a Fonseca e seus. Para o arcebispo foi um descalabro, e teve de fugir a galope, enquanto seus inimigos saqueavam sua barraca e capturavam o pendão e seu alferes que o portava.
A seguir, os nobres atacaram os castelos de Mesía e de Vimianzo. No primeiro, o engenho de Pedro Madruga inclinou a vitória para o lado dos sitiadores, já que lhes cortou todas as vias de acesso, a água e, logo de três meses de assédio, renderam a fortaleza. Em Vimianzo Pedro Madruga acudiu no apoio de Lope de Moscoso e em 1472 caiu a fortaleza e alcançaram o controlo dos estados do arcebispado. Em 3 de Novembro de 1470 firmaram o pacto de Ponte cabreira o conde de Lemos Pedro Álvarez Osorio, o visconde de Monterrei Juan de Zúñiga, Pedro Álvarez de Soutomaior, Sancho de Ulloa, Lope Sánchez de Moscoso, Diego de Andrade, Suero Gomez de Soutomaior e Diego de Lemos. Nele contemplava-se a ajuda mútua na contra de Fonseca.

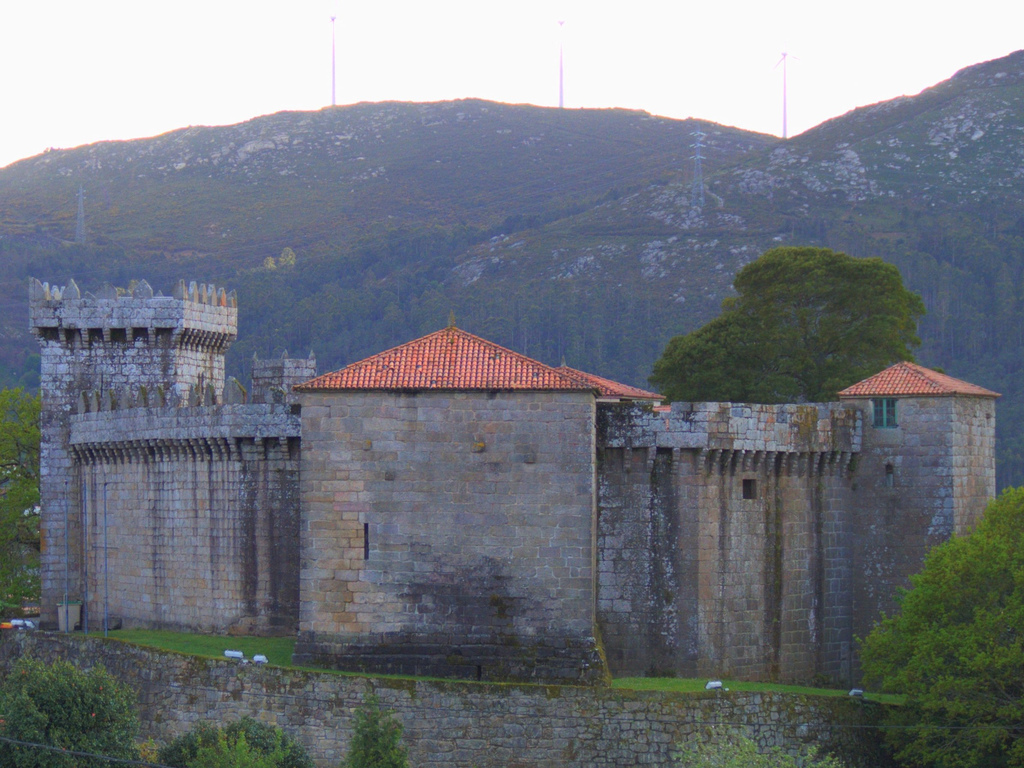
Castelo de Vimianzo.

Apenas um par de meses depois, o conde de Lemos abandonava a aliança, ocupando seu lugaro Adiantado-Mor de Galiza dom Fernando de Pareja, nobre forâneo. No Mosteiro de Carboeiro assinam um novo acordo, com umas cláusulas mais amplas e desenhando já uma ofensiva que lhe desse o golpe definitivo. Pareja aportava à causa tropa trazida de Castela e subvencionada pelo rei. Isto foi em 1471. Pareja pouco duraria. Luis de Acevedo, irmão do arcebispo, derrocou sua fortaleza de Melide e levou-o à presença do patriarca. Ambos avieram-se e decidiram colaborar para apaziguar os ânimos levantadiços da nobreza. Mas nada se pôde fazer já; o resto dos assinantes do pacto em Carboeiro cavalgavam pelas terras arcebispais derrocando as fortalezas. No Sul, Pedro Madruga, fornecido pela generosidade do monarca (recebera deste juro de herdade por valor de 150 000 maravedis nas rendas de Pontevedra, Vigo e Redondela, pertencentes ao arcebispado), agia com total liberdade e, sabedor da fereza do adversário, decidiu achegar-se ao bispo de Tui Diego de Muros como também aos Ulloa.

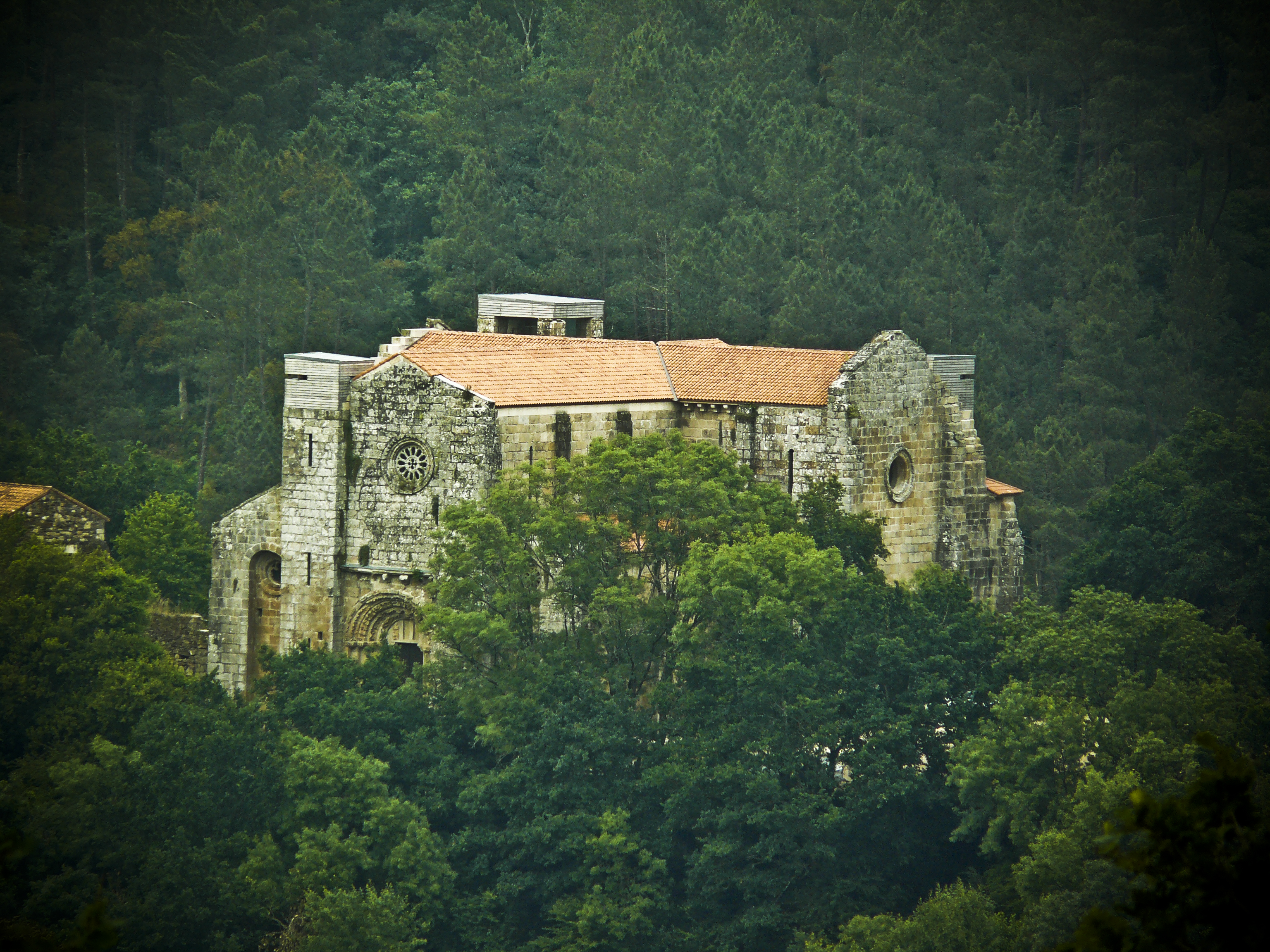
Mosteiro de Carvoeiro.

Diego de Muros fora vítima da rapacidade do de Soutomaior, já que este controlava Tui e grande parte das rendas do senhorio. Decidiram confederar-se para derrotá-lo. Em 11 de Dezembro de 1474 morria Henrique IV, e abrir-se-ia uma contenda civil pela consecução do trono entre Isabel e a infanta Dona Joana, "a Beltraneja".
Os iniciais problemas que o monarca castelhano tivera com a nobreza eram antigos. No seu reinado personificar-se-iam na figura de seu irmão bastardo Dom Alfonso. Ao seu redor remoinhavam-se uma série de magnatas poderosos desejando alçá-lo como rei; aduziam que a filha do rei era em realidade filha da rainha, Joana de Portugal, e de dom Beltrán de la Cueva (pois corria um rumor sobre a impotência do rei). O manifesto de Burgos de 1464 recolhia este aspeto além de acusações da má gestão do reino. Pressionado pelos rebeldes, Henrique IV reconheceu Afonso como seu sucessor na coroa; no entanto, devido ao contínuo ataque aos interesses do rei, a opção bélica triunfou. A resposta materializou-se na farsa de Ávila, onde Henrique IV foi ridicularizado e Afonso alçado como rei. O falecimento do infante Alfonso em 1468 não freia os rebeldes, agora tomarão como estandarte Isabel, irmã do monarca. Finalmente, Henrique cederá às pressões, reconhecendo Isabel como futura rainha em Toros de Guisando em 1468, apenas dois meses depois da morte do infante.
Em 1474 Henrique IV faleceu, deixando escrito que não reconhecia a Isabel como legítima sucessora, pelo matrimônio com Fernando de Aragão, e cedia à sua filha o trono. Obviando este ponto, dois dias depois Isabel foi coroada rainha de Castela, pelo que a guerra civil estava servida.

## As Guerras Isabelinas na Galiza

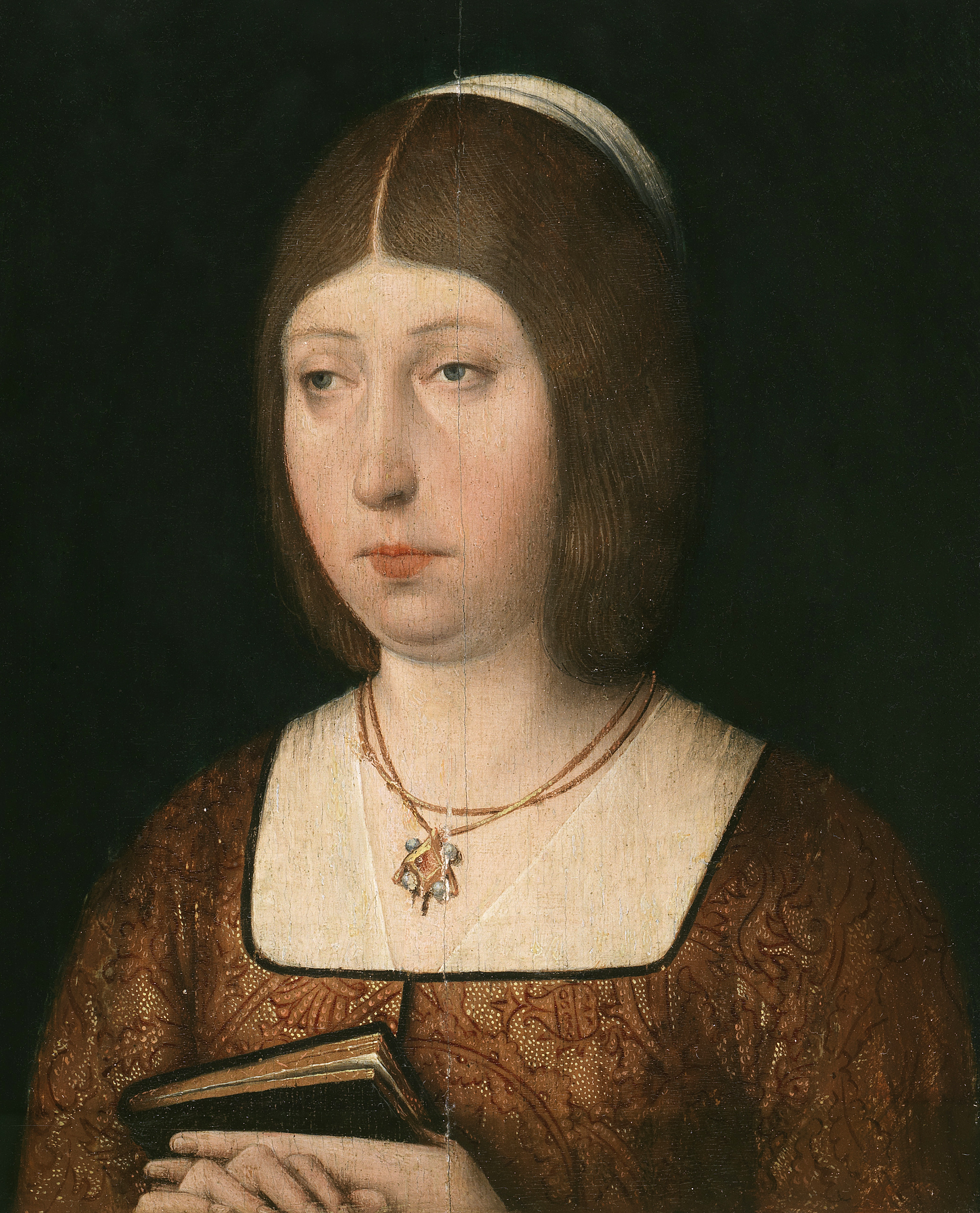
Morto Henrique IV, a maioria da nobreza castelã e aragonesa apoiou a Isabel I de Castela.

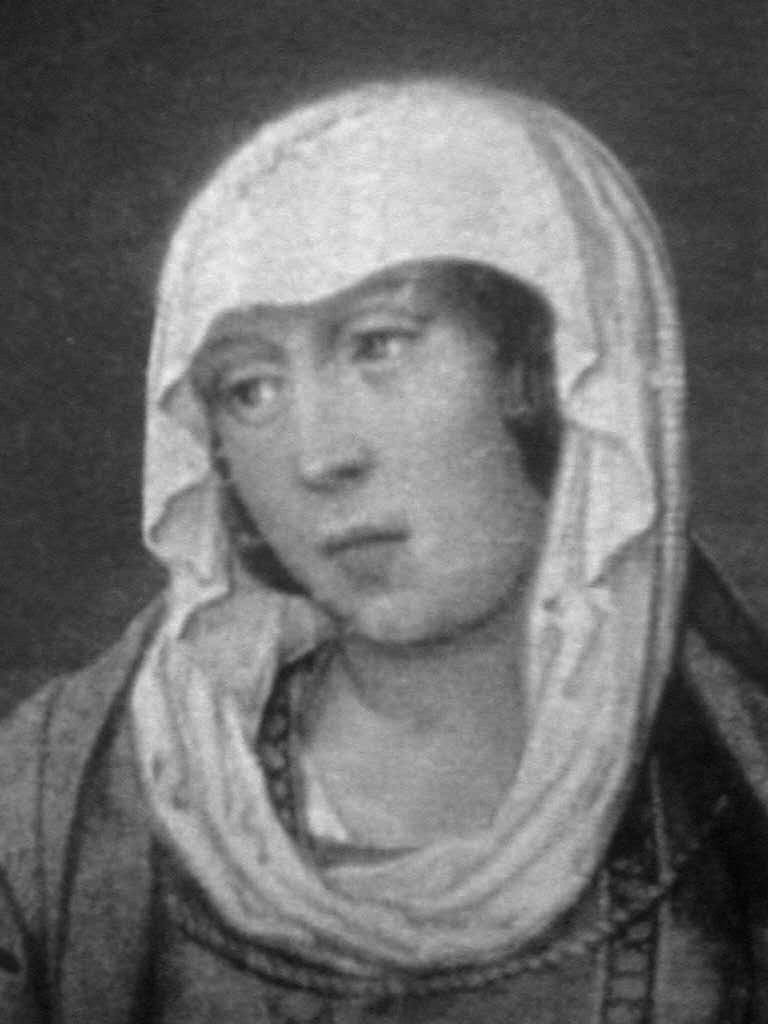
O bando que apoiou a Joana a Beltraneja foi escasso, sobressaindo Pedro Álvarez.

Na Galiza o desenho de lealdades estava claramente esboçado antes desta data, e surgiram dois bandos para a sucessão da coroa de Castela:
- Partidários de ISabel: Acaudilhados por Fonseca, tomaram partido por Isabel o conde de Lemos, o visconde de Monterrei, o conde de Benavente e o clã dos Pardo de Cela, Saavedras, Bolaños e Ribadeneiras. Em realidade, a maioria da nobreza laica e eclesiástica apoiava Isabel.
- Partidários de Joana: Frente a eles estava Pedro Madruga, consequente com os seus laços familiares, que apoiava a causa da infanta Dona Joana. Também estavam neste bando alguns nobres laicos galegos e a coroa portuguesa.

Acoroa portuguesa apoiou ativamente a causa da infanta Dona Joana, pelo que Pedro Álvarez de Soutomaior, casado com Teresa de Távora, contou de seguida com ajuda de além o Minho. De fato, em 1475, Afonso V de Portugal concedia-lhe o título de Conde de Caminha e oferecia-lhe homens com os quais fornecer sua privilegiada posição no Sul do país. Acaudilhando tropas portuguesas tomou Tui, Baiona (da qual se auto-intitulará Marechal), Pontevedra, Vigo, Redondela, Caldas de Reis, Padrón, os portos da comarca de Arousa, bem como as fortalezas de Castro de Montes e do Castelo de Sobroso, esta derradeira aos Sarmiento, que estavam pelo arcebispo. Ambos os caudilhos sabiam que jogavam um pouco mais que um posicionamento político; tinham a perfeita escusa para continuar, a maior escala, a guerra privada que levavam sustendo.
As hostilidades começaram em 1476 e o palco eleito foi Pontevedra. Atrás dos seus muros estava o Soutomaior com ''setenta o ochenta lanças y dos mil peones, haçienso cavas y palancotes adonde vía que cumplía, repartiendo la gente en cada estanza la que haçia menester; y con la que sobraba, cada día salía al campo a escaramuçar y hacer pláticas con sus enemigos. Junto a Fonseca estava o conde de Monterrey dom Sancho Sánchez de Ulloa e Dom Ladrón de Guevara, almirante de Castela de origem biscainha e comandante de um esquadra que bloquearia Pontevedra do mar. Este almirante castelhano trazia cartas dos reis para os cavaleiros galegos que ainda não tomaram partido -para que obedecessem aos reis e acudissem na ajuda de Fonseca-: Diego de Andrade, Lope Sánchez de Moscoso e Suero Gómez de Soutomaior. Estes cavaleiros acudiram de não muito boa vontade, algo que não dissimulariam durante o assédio à vila, dada a passividade das suas ações e das ordens explícitas de Pedro Álvarez aos besteiros de que não tirassem contra eles. A eficácia de Pedro Madruga tornou-se evidente com o devagar dos dias, pelo que se desenhou uma celada com a que capturar o caudilho feudal. Um criado do conde de Monterrei chamado Fernando Calvacho, com o pretexto de levar um correio para o conde de Caminha, devia ferir o cavalo:  …mientras la leyese, cortase las piernas a su caballo. Sempre alerta e desconfiado, Madruga não permitiu achegar-se ao criado e o plano frustrou-se. Ante este panorama, decidiu-se abandonar o sítio.
Uns meses mais tarde, acompanhado do conde de Monterrei, Pedro Pardo de Cela e os Ribadeneiras tentaram-no uma vez mais com idêntico resultado. O momento de maior drama para os sitiados aconteceu quando as tropas de Fonseca traspassaram as primeiras linhas de defesa e estavam a ponto de colocar as escadas para sortear os muros da cidade. A valentia de Pedro Álvarez de Soutomaior voltou a jogar um papel fundamental. À frente da sua hoste carregou contra o inimigo acometiendoles tan reçiamente que fugiu em debandada …y él corriendo tras dellos, firiendo y matando…. Isto obrigou o arcebispo a firmar uma trégua até a primavera seguinte.
O ano seguinte os reis entregaram a Corunha como mercê aos seus serviços a dom Rodrigo Alonso Pimentel, conde de Benavente. Sob promessas de receberem uma suculenta recompensa, atraiu Lope de Moscoso, Suero de Soutomaior e Pedro Álvarez. Diego de Andrade,  que desejava o controlo da cidade desde fazia anos, entrou com homens de armas na mesma acudindo à chamada do concelho. Escreveu ao rei que devia fazer e este respostou que a defendesse. Assim foi e, perante a impossibilidade de tomá-la (a frota portuguesa chamada pelo de Soutomaior deu média volta em Muxía), os monarcas tomaram novamente cartas no assunto e ordenaram-lhe ao de Benavente que devia sair da Galiza com o seu exército e regressar passados uns meses para tomar posse da cidade. Humilhado, tomou preso em Padrón a Pedro Madruga. Conduziu-o até suas terras no Bierzo. Ali manteve-o retido durante um ano. Em 1478, graças a uma manobra de Afonso V, foi trocado por cavaleiros castelhanos entre os que se encontrava Luis Pimentel.
De regresso à Galiza, o panorama apresentava-se desolador. Toda as vilas e portos que conquistara ao arcebispo estavam novamente no seu poder, como também as fortalezas de Trindade e Santa María de Alba. Ademais, construíra a torre do Castrizan (O Penedo do Viso, Arcade) justo no coração dos estados do conde de Caminha. Esta torre escrutava o castelo de Soutomaior. Também em Ponte Sampaio erigia-se uma nova torre com o pendão dos Fonseca e em Cangas construíra o castelo de Daravelo. Além disso, Baiona fora tomada por Ladrón de Guevara. Sem o apoio agora de Portugal, a recuperação de tantas perdas semelhava impossível; Pedro Madruga não se acovardou perante as adversidades, senão que, mais pertinaz que nunca, decidiu restabelecer seu velho esplendor.

## O derradeiro alento de Madruga

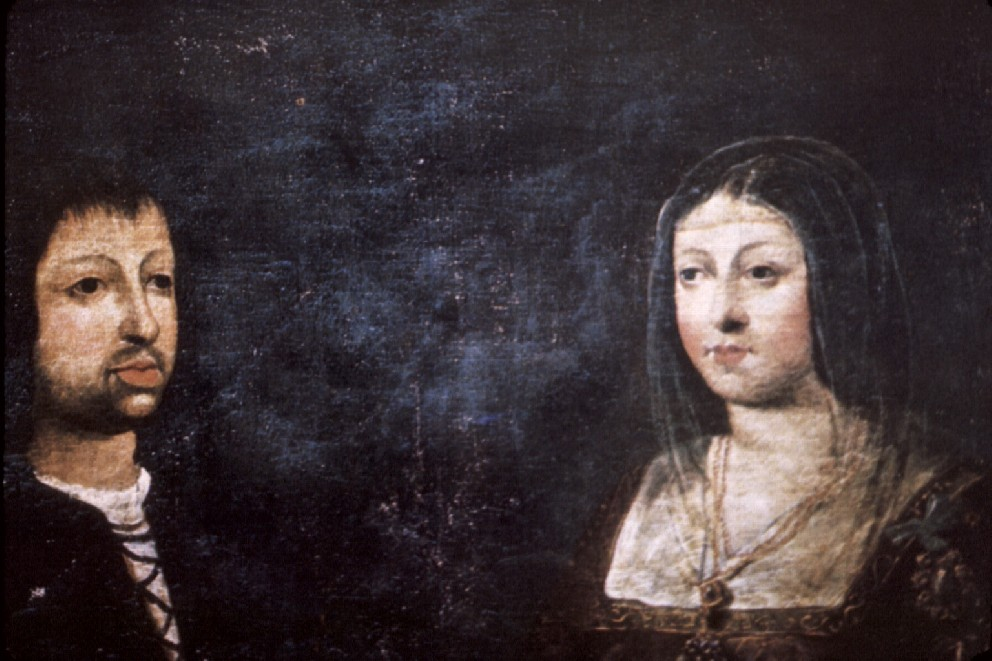
Os Reis Católicos foram inimigos acérrimos de Pedro Madruga.

Sua situação piorou quando os Reis Católicos decidiram terminar com a anarquia reinante no Reino da Galiza. Os Montenegro dominavam Pontevedra por ordem de Fonseca; Gregório de Valladares apoiava-os também no Sul; e Garcia Sarmiento oteava seus movimentos desde o castelo de Sobroso, lugar desde o que saqueava as terras dos Soutomaior.
O primeiro passo foi terminar com as incursões de saqueio. Certa vez na que Garcia Sarmiento encabeçava uma destas partidas, desestimou a advertência dos seus homens que viram nos altos um homem que os espreitava, e caiu numa emboscada articulada pelo Madruga, de maneira que foi capturado por um escudeiro chamado Vasco Falcão.
Acudiu com substanciosa presa a Sobroso, ameaçando com cortar-lhe a cabeça se não rendiam o castelo, mas a teima do seu alcaide convenceu a Pedro Madruga para sitiar a praça. Uma vez mais, Fonseca e Sancho de Ulloa cavalgaram para romper o cerco. O conde de Caminha tomou as oportunas medidas: fiço gran barrera y un gran palancote, y avituallose de todo lo que le haçia menester para la gente, y cavallos.
O exército de apoio encontrou-se com que não podia atacar a posição de Madruga com sucesso, e com a raia de Portugal perto temiam que ficar entre duas frentes. Prepararam uma cilada e começaram a insultar os portugueses que estavam com o conde; saíram correndo para a armadilha enojados e muito poucos regressaram da refrega. Essa noite o de Soutomaior queimou as defesas e fugiu.
Entre 1478 e 1479 a atividade do nobre foi frenética e suas vitórias devolveram-lhe  a influência perdida no Sul de Pontevedra. Castigava com raiva os homens do arcebispo, cavalgava roubando pelas suas terras, cortou as cabeças a Gregório de Valladares e a Tristán Montenegro… Talvez o demolir a torre do Castrizan represente o cume do seu retorno ao controlo dos seus antigos pagos. A torre fora edificada aproveitando a prisão do conde pelo arcebispo num monte defronte do Castelo de Soutomaior. Desde aqui podia vigiar o coração dos estados do inimigo. Também servia como ponto de apoio estratégico para as assuadas que saíam de Pontevedra ou de Vigo. Vasco de Aponte relata que o mesmo Pedro Madruga estudava, às escondidas, o modo de tomar a praça que tanto dano lhe causava:
"Y tantas noches la rodeo, unas antes de çena y otras estando a çenar, y otras a la media noche, y otras antes del alba, y todo por noches muy frías, y otras muy ventosas, y otras muy lluviosas (…) una noche de agua entró con ellos."
Assaltou a torre e seus moradores decidiram entregá-la. A torre foi demolida. Depois marchou até Portugal, deixando bem fornecidas as fortalezas, já que um exército arcebispal chegava para terminar dcom o seu poder. Nesta ofensiva ocorreu a defesa total do castelo de Salvaterra. Era 1479, e os Reis Católicos, cheios já das desavenças e rebeldias do magnata galego, decidiram apoiar seus inimigos para terminar com o seu poder. Assim, apoiaram o bispo Diego de Muros, figura castigada em excesso pelo Madruga, e ao qual lhe tinha tomada a vila de Tui; Diego era um homem que tinha demonstrada uma lealdade inquebrantável à coroa.

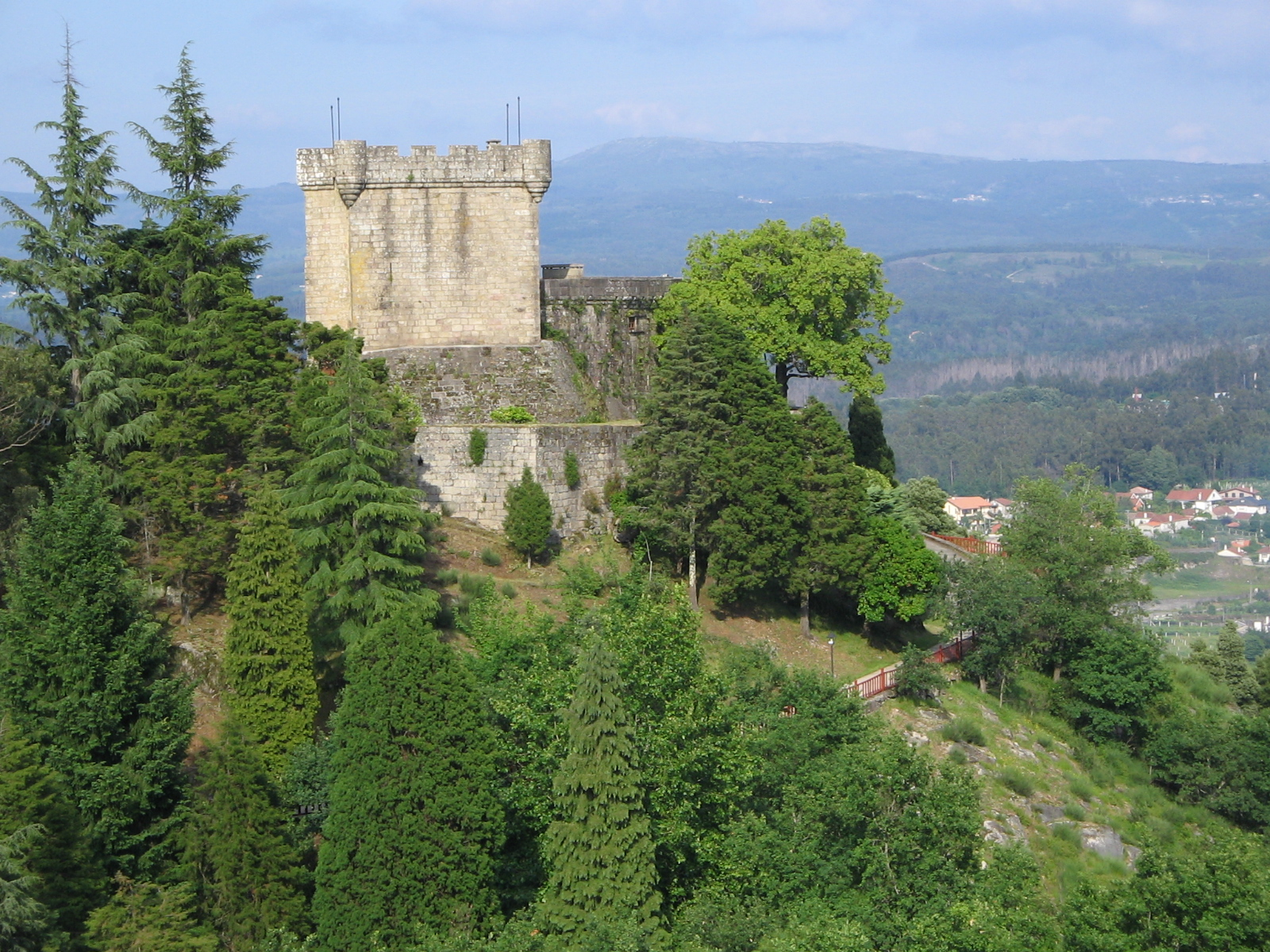
Castelo de Sobroso, que também possuiu e atacou o Madruga.

A pacificação da Galiza era uma das contas pendentes da monarquia, baluarte primordial para defender a fronteira portuguesa e solar do apóstolo Santiago. Nomearam dom Fernando de Acunha como vice-rei da Galiza, acompanhado do licenciado Chinchilla (acudia em qualidade de Justiça para criar um tribunal real). Além disso, fariam o possível para que o arquidiácono de Camaces que os precedera levasse a bom porto o orçamento de Irmandades, e lhes proporcionasse caráter legal com o que poder golpear a nobreza rebelde. Os primeiros decretos exigiam a demolição de fortalezas, e a execução de malfeitores. Na maioria dos casos assetavam cavaleiros e criados de nobres, sem juízo prévio e sem nenhum tipo de legalidade. No caso de Pedro Álvarez de Soutomaior demoliram-lhe as fortalezas de Cotobade, Santa María de Alba, Trinidad, Tebra e Castro Maceira. Também lhe entregou Tui ao bispo Diego de Muros. Porém, o bispo juntou um contingente de 400 homens e foi pôr cerco a Fornelos. Ao seu junto cavalgavam Garcia Sarmiento, o corregedor de Baiona, Lope de Montenegro, Francisco de Avalle e Lope de Avalle. Apenas 15 homens a defendiam, bem providos das novas espingardas e trabucos. No lance um escudeiro chamado Alonso Ramírez, armado precisamente com uma destas armas, acabou com as vidas de ambos os Avalle:
"Mas un escudero llamado Alonso Ramírez, creo que era portugués, conoçiendo estos dos capitanes delanteros por enemigos mortales de su señor el conde, armó una espingarda y tiró, y dio a uno de los capitanes por en medio de los pechos o de la garganta, y pasándole todas las armas dio con él muerto en tierra. El otro capitán su compañero alço el capaçete, y queriendo ver cómo havía caído tan presto, ya el matador tenía armada o cargada la misma espingarda o otra, y tirole o disparole, y diole por la boca o por un ojo(…) muriendo estos dos capitanes, Francisco y Lope de Avalle."
As mortes destes cavaleiros não foram do agrado dos reis. Era preciso recorrer à diplomacia e Pedro Álvarez, por uma banda, enviou cartas a Fernando de Acunha sob o favor do conde de Lemos, conseguindo que Acunha não interviesse; por outra banda, mandou à corte sua mulher para falar com os monarcas.
Em 1483 o conde de Lemos Pedro Álvarez Osorio o Velho falecia. Em Mondoñedo, esse mesmo ano executavam o marechal Pardo de Cela. Temerosos do que lhes poderia passar, os nobres galegos confederaram-se novamente com o fim de se ayudar e vandejar contra todo el mundo, obedeçiendo al rey en caso de lealtad, y de no consentir a los governadores todo lo que quisiesen façer.
Caminha não perdeu o tempo e continuou o acosso habitual aos seus inimigos. Assim, uma noite capturou em Baiona Diego de Muros, depois de lhe pôr fogo à casa onde dormia e aguardar a que saísse. Encerrou-o em Fornelos, onde passou um terrível cativeiro no que perdeu os dentes devido às insalubres condições às que se viu submetido. Alçaram-se queixas ao governador Diego López e, perante as pressões, Pedro Madruga soltou o bispo, prévio pago de um resgate.

## O ocaso

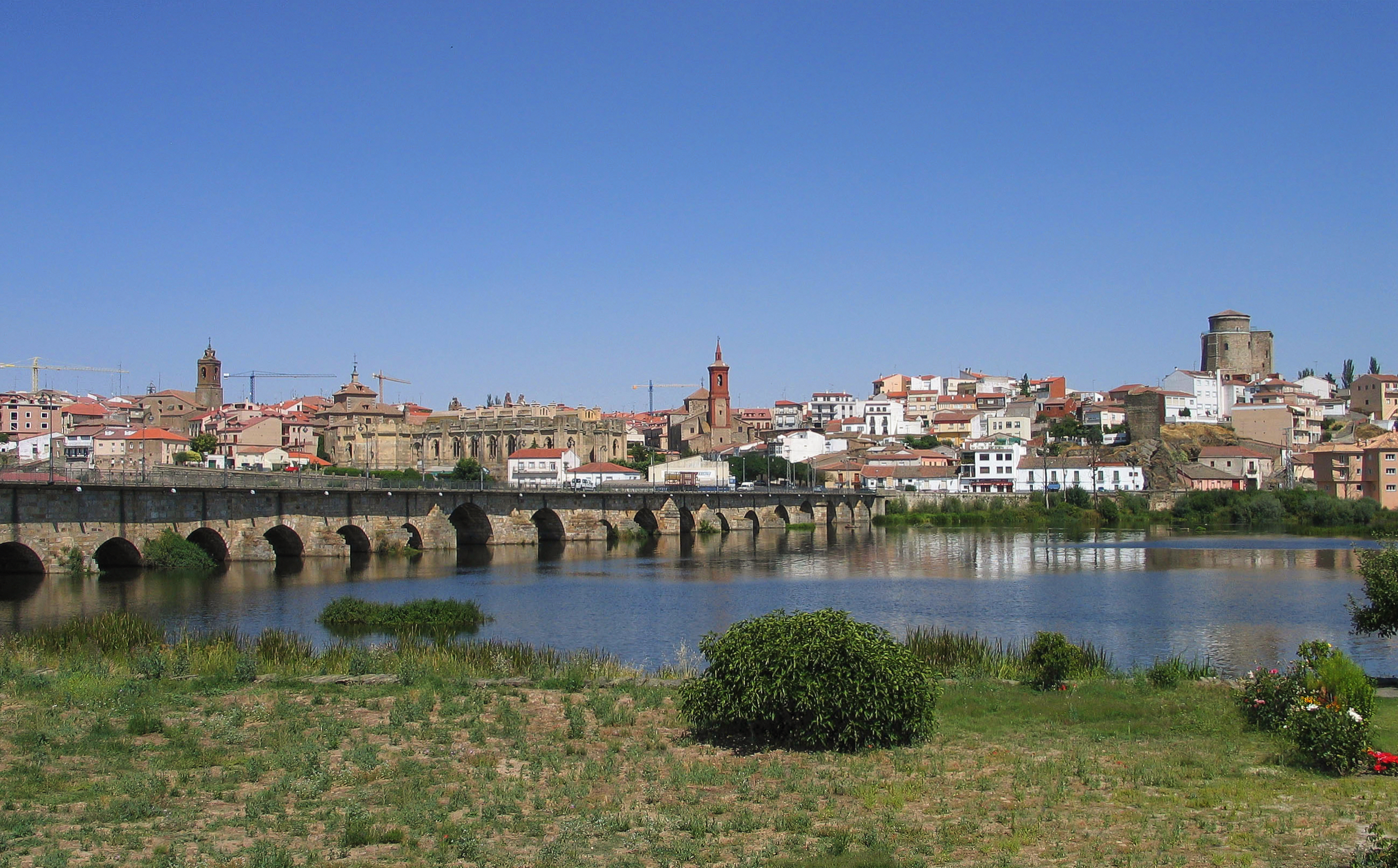
Pedro Álvarez foi detido e executado em Alba de Tormes.

O tempo e as circunstâncias não eram em favor de Pedro Madruga. A pressão real era sufocante e a pressão dos inimigos apenas lhe permitia exercer uma guerra defensiva. O golpe final foi dado por sua esposa, Teresa de Távora, e seu filho, Álvaro de Soutomaior. Numa manobra palaciana, conseguiram que os soberanos o despojassem de seus títulos e domínios, doando-os ao filho. Sem demora, Álvaro acudiu a Soutomaior, confabulou com alguns homens de seu pai e tomou posse do Castelo de Soutomaior.
Pedro Álvarez, possuído de cólera, deserdou o filho e chamou os seus aliados para recuperar a fortificação. O conde de Caminha viu-se então só, uma vez que o poder da Coroa estava por detrás dos acontecimentos. Desesperado e encurralado, o conde marchou para Castela e reuniu-se com o duque de Alba, buscando o seu favor. Nas terras do duque aguardou o momento propício; este chegou quando os soberanos visitaram Alba de Tormes (Salamanca). O duque entrevistou-se com os reis tentando o perdão régio para o seu protegido, enquanto Soutomaior aguardava o resultado da entrevista no mosteiro de São Leonardo. Foi neste lugar que a morte o encontrou, em 1486. Não está muito clara a causa e a crónica de Vasco de Aponte também não ajuda a aclarar o ocorrido:
"Y unos dijeron que el conde muriera alli de dos carbúnculos, otros dijeron que el alcalde Proinao entrara en el monasterio con sus porquerones, y que le echara garrote al pescueço; unos diçen que fue de una manera y otros diçen que fue de otra; quiça fue de entrambas maneras."
Entre as hipóteses acerca da sua morte encontram-se o envenenamento por ordem de seu filho ou pela dos soberanos, cheios dos desmandos do nobre.